# A kihívás (film, 2003)
A kihívás (The Challenge) az Olsen ikrek 2003-as filmje.

## A film cselekménye
Shane (Mary-Kate Olsen) és Elizabeth (Lizzie) (Ashley Olsen) Dalton jelentkeznek egy A kihívás című ifjúsági vetélkedőbe. Egymás jelentkezéséről nem tudnak. A műsor vezetője és fő producere Max (Joe Michael Burk) nagy nézettség hajhász, ezért mikor ezt meglátja és megismeri a lányok sztoriját miszerint: Shane és Lizie külön élnek egymástól, egyikük az apjánál, másikuk az anyjánál és még Shane nagy természet barát és vegetáriánus, addig Lizzie ki nem állhatja a természetet, hús imádó, magyarán egymás tökéletes ellentétei és ki nem állhatják egymást; egyből lecsap a dologra, mondván két testvér, akik ráadásul ikrek, akik ki nem állhatják egymást óriási nézettséget hozhat.
Természetesen mikor Shane és Lizzie meglátják egymást először nagyon felkapják a vizet és mindketten ki akarnak szállni, de aztán megegyeznek, hogy míg tart a játék, félre teszik a rivalizálásukat és mindketten maradnak.
A játék elő estéjén a játékosok összegyűlnek a tábortűz körül és Max két csapatra osztja őket. Aztékokra és Majákra.
Aztékok: Kelly (Sarah Bastian), Adam (Lukas Behnken), Charles (Ty Hodges) és J.J. (Diana Carreno)
Maják: Shane, Lizzie, Anthony (Theo Rossi) és Justin (Zachary Moore)
A játékszabályok: minden feladat teljesítéséjért a győztes csapat kap egy ún. totemet, amelyik csapat előbb összegyűjt 4 totemet az nyer, továbbá minden nap a győzelemre álló csapat jutalmat, a vesztésre álló csapat pedig büntetést kap és tilos a romantikázás és 10-kor takarodó. Aki megszegi bármelyik szabályt, azonnal kizárják a következő feladatból.
A nyeremény: egy főiskolai ösztöndíj a győztes csapat minden tagjának.

### Első nap
Első feladat – Ne öntsd ki a babot: egy nagy oszlop alá állnak be a csapatok aminek a tetején egy nagy üst fekete leves van. Kérdéseket kapnak, ha a csapat rosszul válaszol, vagy nem válaszol, kicsit megbillen feléjük az üst. Az a csapat veszít amelyiknek a nyakába ömlik a leves.
Shane és Lizzie több kérdésnél is eltérő választ ad és összevesznek azon, hogy melyiküké a jó válasz. Ennek köszönhetően a Maják veszítenek. 1-0 tehát az Aztékok javára.
Második feladat – A labirintus: Egy nádszálakból összerakott kacifántos labirintus közepére van elhelyezve a totem. Az a csapat nyer amelyik előbb megtalálja a totemhez vezető utat. A feladatot nehezíti hogy béka láb van rajtuk.
Shane és Lizzie egyet nem értése miatt ezt a számot is elveszítik a Maják. Itt tehát már 2-0 az Aztékok javára.
Így a jutalom az Aztékoknak jár: egy buli, a büntetés pedig a Majáké: Kint kell aludniuk a szabadban sátorban. Ez Lizzienek nagyon rossz, mert mivel nem igen van oda a természetért, nem tud sátrat verni ezért szimplán a homokban kénytelen aludni hálózsákban.

### Második nap
Első feladat – Az vagy amit megeszel: Egy forgó asztalon elhelyeztek minden tálban undorítóbbnál undorítóbb dolgot, illetve egy tálban sütemények vannak. Az a csapat veszít amelyiknek valamelyik tagja előbb kidobja a taccsot. Sorba mindenki pörgeti az undormányokat, aztán Anthony következik. Kipörgeti a süteményt. De elhányja magát tőle egy bizonyos 1996 karácsonyán történt sztori miatt. (Hogy mi történt akkor, az nem derül ki). Így az Aztékok 3-0-ra húznak el a Majáktól és már csak egy totemre vannak a győzelemtől.
Második feladat – Állatfarm: Egy közös karámból kell az ott lévő állatokat (malacok, bárányok) áthordani a csapatok saját karámjába. Az a csapat nyer amelyik több állatot visz át a saját karámjába. Shane itt beveti a természetbarátságából adódó tudását és a Maják nyernek. Az állás tehát: Maják 1 – 3 Aztékok.
Az Aztékok még mindig vezetnek a Majákkal szemben, ezért még mindig az Aztékok kapják a jutalmat: egy kiadós lakoma és a Maják a büntetést: csak azt ehetik amit a saját kezükkel fognak meg.
Először halat próbálnak kifogni, de az nem igazán sikerül. Aztán Lizzie elmegy és beszél Marcussal (Brian Skala), Max gyakornokával, akivel már korábban megismerkedett és kezdtek közeledni egymáshoz. Lizzie észrevette, hogy Marcus hamburgert majszol. Marcus felajánlja, hogy segít, ha tud valahogy, Lizzie pedig él a lehetőséggel. Megkéri Marcust, hogy dobjon oda neki egy hamburgert. Marcus először visszakozik, de aztán odadob egyet. Lizzie rávezeti Marcust, hogy mit csinált most? Megfogott egy hamburgert a saját kezével. Így szerez Lizzi kaját a csapatának.
Közben Shane szerzett egy kókuszdiót és elrakta későbbre.
Megérkezik Lizzie és szétosztja a szendvicseket. Elkezdik enni, de nem feledkeznek meg Shaneről sem, aki ugyebár vegetáriánus. Összedobnak neki egy hús nélküli vega szendvicset. Aztán Shane desszertnek szétosztja a kókusztejet a kókuszdióból.
Aztán este Shane, Adam, Lizzie és Marcus kiszöknek kicsit romantikázni. Max majdnem rajta kapja őket de elbújnak előle. Viszont Adam csapattársa, a győzelem mániás Kelly lefotózza őket.

### Harmadik nap
A feladat – A legjobb éli túl: Mindkét csapatot kiteszik a forró Mexikói sivatagban és az a csapat nyer amelyik előbb vissza ér a táborba. A csapatok rendelkezésére egy térkép, egy kulacs víz, egy energia szelet és egy tubus naptej áll. Nehezítő körülmény, hogy mindenkinek a táskájában 5 kilónyi iskolai tankönyv van.
Az Aztékok jól állnak. Megvan még neki az energia szeletük és van még víz a kulacsukban. Biztosak a győzelmükben.
A Maják rosszul állnak. Elfogyott a vizük és az energia szeletük is. Aztán Lizzie kiötöl valamit. Csinál egy kis bozót tüzet, amit egy arra járó helikopter azonnal észrevesz és vissza viszi a Majákat a táborba. A Maják győznek, tehát közelednek az aztékokhoz: Maják 2 – 3 Aztékok az állás.
Marcus elviszi Lizziet, Shanet és Adamet kvadozni. Max majdnem rajta kapja őket, de a srácok megint meg tudnak lógni előle.
De aztán mégsem ússzák meg, mert Kelly megmutatja az előző nap készített képét Maxnek, ezért a következő nap előestéjén, ismét a tábortűz körül ülve, Max kihirdeti, hogy szabályszegés történt és ezért a következő versenyből, Shane és Adam ki vannak zárva.

### Negyedik nap
A feladat – Max mondja (a mentális energia az egyensúly és a kitartás próbája): A tengerparton (a víz szélében) felállítanak minden résztvevő játékos számára egy-egy cölöpöt. Ezen kell egyensúlyozniuk és közben Max még Max mondját is játszik velük egy darabig. Aztán csak egyensúlyozniuk kell a cölöpökön. Sorra esnek ki a játékosok. Utolsónak Lizzie és Kelly maradnak és végül Lizzie bírja tovább. Így a Maják 3-3-ra felzárkóznak az Aztékokhoz. Az állás tehát döntetlen.
Mivel a Maják kiegyenlítettek, őket illeti a jutalom: egy kellemes hajókázás és az Aztékokat a büntetés: a hajóút során felszolgálóként dolgoznak a Majáknak.
A Hajókázás közben Marcus bevallja Lizzienek, hogy őt találta ki, hogy Shane és Lizzie együtt szerepeljenek a játékon és hogy elárulta Maxnek azt is hogy kinek milyen félelme van (Shane fél a magasban [tériszonyos] és Lizzie fél a kígyóktól). Lizzie természetesen mérges ezért Marcusra és kicsit el is távolodnak egymástól.

### Ötödik (utolsó) nap
A feladat – Harcos váltó: Egy kicsit összetettebb több feladatból álló akadálypályán kell végig mennie a csapatoknak, minden akadály végén van egy útbaigazító térkép ami elvezet a következő akadályhoz, egy-egy akadály akkor van teljesítve, ha minden csapattag megcsinálta és az a csapat nyer amelyik előbb végigmegy a pályán.
A pálya szakaszai:
1. Végig kell menni egy billegős blokkokból álló hídon aminek a végén van az útbaigazító térkép a második akadályhoz
2. Minden csapattagnak kell mennie egy kört egy kvaddal és egy bója körül kell megfordulniuk, a bóján a következő akadályt mutató térkép egy-egy darabja van, amit akkor rakhatnak össze, ha minden csapattag kihozott egy darabot
3. Egy magas szakadék fölött átívelő kötélhídon kell átmenniük, a híd végén van a következő akadályt megmutató térkép (Shane tériszonyos)
4. Egy egy kígyókkal (ártalmatlan boák és siklók) teli árok fölött kell átegyensúlyozniuk egy keskeny pallón (Lizzie iszonyodik a kígyóktól)
5. Végül már csak egy létrán kell felmászniuk

Végül a Maják győznek és véglegesen is, mert megfordítják az állást a saját javukra 4-3-ra.
Aztán Shane végre összejöhet legálisan Adammel, Marcus pedig bocsánatot kér Lizzie-től és ők is összejönnek egymással.
És hogy mindenkinek jó véget érjen a dolog, Maxnak visszaadják a feketelevessel nyakonöntést.

### Egy-két érdekesség
Abban a jelenetben, mikor mindenféle undormányokat kellett enniük és Shane a gilisztákat, kukacokat pörgeti ki, akkor mikor Shane eszi a gilisztákat, azok valójában gumicukrok.
Ez a film tényleg kihívás volt a színészek számára, ugyanis egyrészt volt egy-két igen extrém feladat, amit nekik kellett megcsinálniuk, mint például a kötélhídon átmászás a magas szakadék fölött, továbbá a színészek megbetegedtek a rossz mexikói víztől, így gyakorlatilag betegen csinálták végig a forgatást.

## Szereplők
| Szerep                    | Színész           | Szinkronhan      |
| ------------------------- | ----------------- | ---------------- |
| Shane Dalton              | Mary-Kate Olsen   | Mánya Zsófia     |
| Elizabeth "Lizzie" Dalton | Ashley Olsen      | Molnár Ilona     |
| Kelly                     | Sarah Bastian     | Mezei Kitty      |
| Adam                      | Lukas Behnken     | Zámbori Soma     |
| Charles                   | Ty Hodges         |                  |
| J.J.                      | Diana Carreno     |                  |
| Anthony                   | Theo Rossi        | Tóth Roland      |
| Justin                    | Zachary Moore     | Seder Gábor      |
| Max                       | Joe Michael Burk  | Lux Ádám         |
| Marcus                    | Brian Skala       | Seszták Szabolcs |
| Sasha                     | Jeanette Weegar   |                  |
| Ben Easter                | Ben Easter        | Molnár Levente   |
| Billy Aaron Brown         | Billy Aaron Brown | Kapácsi Miklós   |
| Brocker Way               | Brocker Way       |                  |
| Talon Ellithorpe          | Talon Ellithorpe  |                  |

## Zenék
- The Raveonettes – Do You Belive Her
- Supergrass – Alright
- Ub40 – Got You Babe